# سرة زرد (ميانكوه)
سرة زرد (بالفارسية: سره زرد) هي قرية تقع في إيران في Miankuh Rural District. يقدر عدد سكانها بـ 243 نسمة بحسب إحصاء 2016.